# Lamposaari (ö i Mellersta Finland, Jämsä)
Lamposaari är en ö i Finland. Den ligger i sjön Salosvesi och Pettämä och i kommunen Jämsä i landskapet Mellersta Finland, i den södra delen av landet, 220 km norr om huvudstaden Helsingfors. Öns area är 3,1 hektar och dess största längd är 360 meter i nord-sydlig riktning.